# Rosedale (Kalifornia)
Rosedale – jednostka osadnicza w Stanach Zjednoczonych, w stanie Kalifornia, w hrabstwie Kern.